# Ludovico Brea

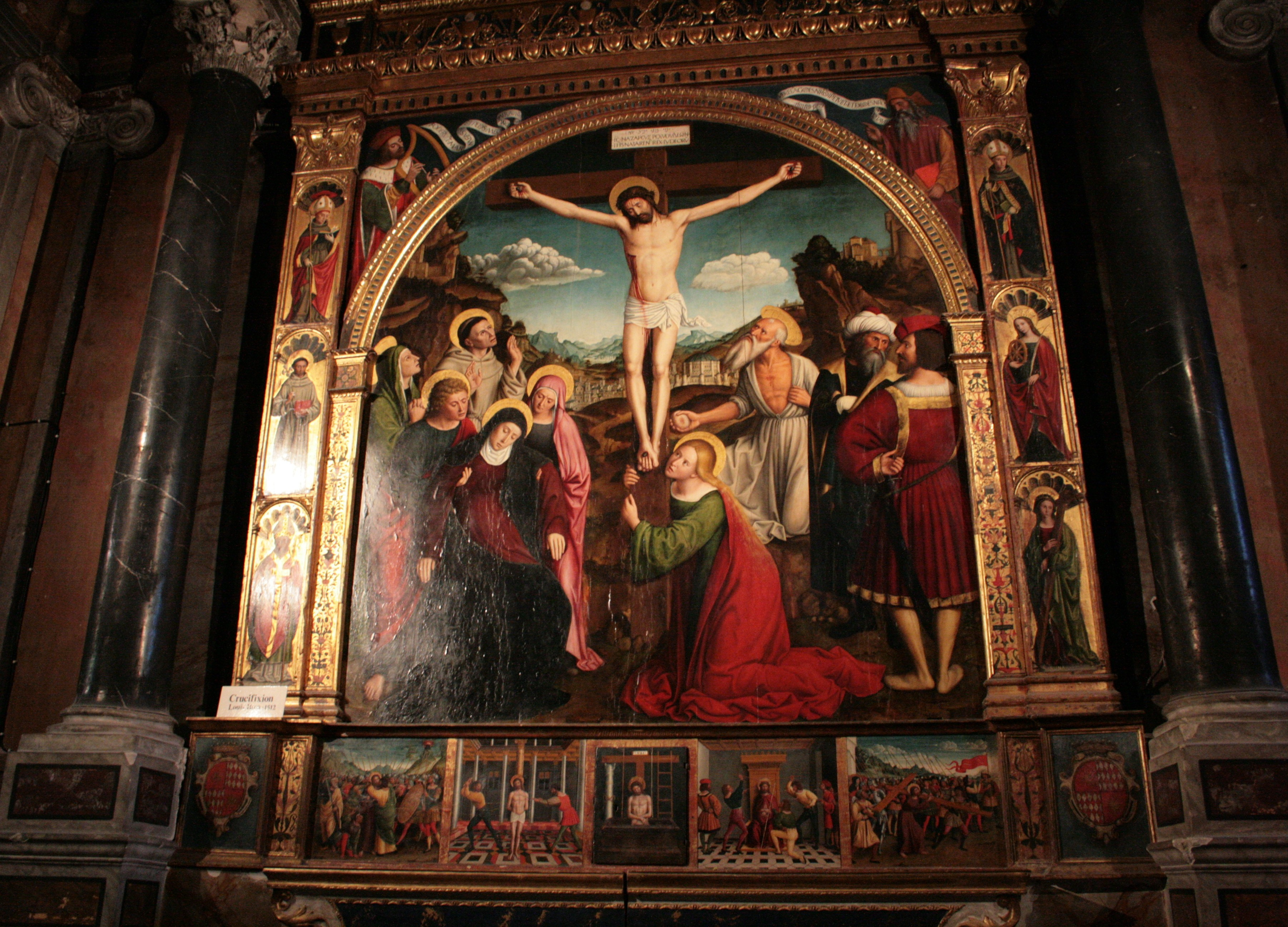
Korsfästelsen, Cimiez

Ludovico Bréa eller Louis Brea, född omkring 1450 i Nice, död omkring 1522–1525, var en italiensk målare.
Ludovico Brea föddes i en hantverkarfamilj i Nice och flyttade senare till Ligurien.
Hans tidigaste fastlagda verk är Den helige Martinos barmhärtighet gentemot Katarina av Alexandria, som målades 1475 för klostret i Cimiez. Han är främst känd för monumentala religiösa målningar: fresker, altartavlor och polyptyker.
En av hans elever var Teramo Piaggio.
Han var gift med Antonietta Calholi. Hans söner Peter och Antonio Brea var också målare.

## Verk i urval
- Pietà (1475), för klostret i Cimiez
- Pietà, kyrkan Saint-Martin och Saint-Augustin, Nice
- Altartavla med Jungfru Maria, Katedralen i Antibes
- Korsfästelsen (1481), Galleria del Palazzo Bianco, Genua
- Uppståndelsen (1483), Galleria Durazzo Giustiniani, Genua
- Polyptyk med Sainte Catherine (1488) och Battesimo di Cristo (1495), dominikanerklostret i Taggia
- Pietà, Katedralen i Monaco
- Maestà, kyrkan Saint-Jean-Baptiste i Les[Arcs-sur-Argens
- Maesta, kyrkan Saint-Pierre-aux-Liens, Six-Fours-les-Plages
- Altartavla i katedralen Santa Maria de Savona (1490), med Vincenzo Foppa
- Jungfrun med Jesusbarnet (1494), Göteborgs konstmuseum[1]
- Altartavla med Sainte-Marguerite,  församlingskyrkan i Lucéram
- Altartavla i kyrkan St Jacques-le-Majeur, Le Bar-sur-Loup
- Altartavla, Biot
- Sainte Dévote de Dolceacqua (omkring 1500), församlingskyrkan Sant'Antonio, Dolceacqua
- Uppvaktningen av Jesusbarnet, (omkring 1510), kyrkan Saint-Martin, La Brigue
- Altartavlan med Alla helgons dag (1512), Santa Maria di Castello, Genua
- Polyptyk med San Giorgio (1516), församlingskyrkan San Giovanni Battista, Montalto Liguria
- Korsfästelsen, för klostret i Cimiez (1512)

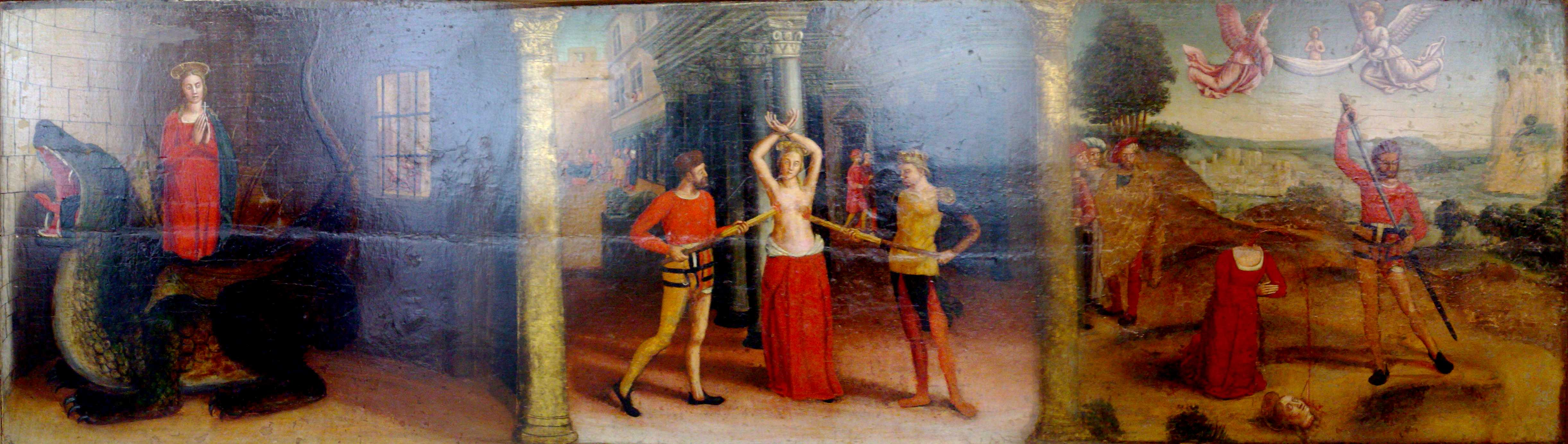
Altartavla med Santa Margerita från kyrkan i Lucéram, Musée des Beaux-Arts de Nice